# 王百得
王百得（1934年5月12日—2005年12月15日），曾用名王白旦、王白早，河北井陉人，1954年加入中国新民主主义青年团，1958年加入中国共产党，1951年9月参加工作，初中文化。中国钢铁工人。“文化大革命”期间是中共第九届中央委员、第十届中央候补委员，中共齐齐哈尔市委副书记。文革结束后，回到钢厂从事工人工作，1994年退休。2005年12月15日因糖尿病并发症逝世。

## 生平

### 早年
王白旦出生于井陉县微水镇五里铺村的一个农民家庭。1948年因家境贫困辍学，曾加入儿童团。1951年，成为太原钢厂（今太原钢铁集团有限公司）工人。后因业务过硬，于1956年调往黑龙江省齐齐哈尔钢厂（今建龙北满特殊钢有限责任公司）

### 文革时期
1969年，黑龙江北满钢厂得到上级分配的一个中共九大代表的名额，要求必须是有七年以上党龄的炼钢工人，符合条件的人并不多，曾以优秀工人代表身份参加1968年国庆节观礼的厂车间革委会副主任王白旦以党龄的优势得到推荐，并与王进喜、吴桂贤等劳动模范一起以工人代表的身份入选中共第九届中央委员候选人名单。
中共九大上，1512位代表都收到一张写着所有候选人名字的大选票，代表需要从选票上把不想选举为中央委员的名字划去。这样一来，时任中共中央主席、中央军委主席毛泽东毫无悬念地全票当选中共中央委员。毛泽东的接班人，时任中共中央副主席、国务院副总理、中央军委第一副主席、国防部长林彪为表谦逊，与夫人叶群都在选票上划掉了自己的名字，时任中共中央政治局常委、国务院总理周恩来也同样没有投自己的票（周恩来夫人邓颖超不是九大代表）。这样一来，林彪和周恩来的票数分别比全票差了两票和一票。由于大多数党代表都不会刻意从选票上划掉一个从来没听说过的名字，等额选举往往是知名度越低的候选人票数越高，王白旦本人也投了自己的票，因此公布投票结果时发生了尴尬的一幕：该次大会选举出的170名中央委员中，只有名不见经传的炼钢工人王白旦和最高领导人毛泽东一样是全票当选。此事在与会代表中引起了很大的争议，代表们纷纷指责王白旦不懂事、不谦虚。
由于“王白旦”读起来太像“王八蛋”，周恩来建议他改名，时任中央政治局常委、中央文化革命小组组长陈伯达遂为他改名为“王白早”，多加一笔，音变义不变。同年，王白早被提拔为厂革委会副主任、党委副书记。1970年，陈伯达在庐山会议上失势并被隔离审查，王白早也因改名一事受到牵连，周恩来出面为其解围开脱，时任中央政治局委员江青为他改名“王百得”。1973年，王百得主动提出不再进入中央委员候选人名单，把黑龙江省的名额留给省委书记，因此他在中共十大上当选为中央候补委员。1976年6月，被任命为中共齐齐哈尔市委副书记。

### 文革后
1976年9月，“四人帮”垮台，王百得因两次被“林彪、江青反革命集团案”主犯改名而被列为“揭批查”的重点对象，接受隔离审查。1980年，中共黑龙江省委经审查认为王百得在文革期间有错误言行，建议将其调回生产岗位。1982年，黑龙江省委推翻之前的审查结论，建议为其另行安排领导职务，但王百得选择回到工人岗位。1980年代，王百得曾多次被推荐为优秀共产党员人选，但都因历史问题被驳回。1987年，王百得成功试制了吹氧管吹泥法，有效提高了炼钢的效率，得到厂领导肯定。1989年，婉拒了市区一家企业的聘请，开始承担年轻工人传帮带的任务。1990年，成为全厂宣传的劳动典型。1994年，正式退休。

## 个人生活
王百得为人低调谦和，不喜欢参与政治，不因为自己的政治身份搞特殊化，对文革时期的造反派十分反感。
1969年，王白早的原配妻子张雪英因肝癌晚期病逝，享年36岁，生前曾在周恩来的关怀下到北京医院治病。1972年，经上级领导介绍，王百得与36岁的齐齐哈尔印刷厂党支部书记，原牡丹江日报社记者于淑彦相识并结为夫妻。婚后，为了方便照顾丈夫和孩子们，于淑彦调往富拉尔基热电厂宣传科任职。1973年，于淑彦调任齐齐哈尔电视台副台长。1981年，于淑彦因丈夫的问题被降职为电视台采编部主任，曾率领团队多次获得各级奖励，1995年退休，期间与住在工人宿舍区的王百得长期两地分居。
王百得与张雪英育有三子一女，其中长子和女儿曾在文革期间以知青的身份下乡插队。长子在下乡期间患上胃病，回城工作后发展成胃癌晚期，于1990年去世。女儿在文革结束后考上电大，后于1987年因尿毒症去世。第二任妻子于淑彦育有一子，毕业于北京广播学院，毕业后在齐齐哈尔电视台任职。